# Miss Mystery
「Miss Mystery」（ミス・ミステリー）は、日本のヴィジュアル系ロックバンド・BREAKERZの12作目のシングル。

## 概要
- 前作「LAST † PRAY/絶対! I LOVE YOU」から約6か月ぶりにして、「LOVE FIGHTER 〜恋のバトル〜」以来5作ぶりの単独A面シングル。
- 今作のカバーアートは黒を基調としたグラマラス風となっている[1]。
- 表題曲はテレビアニメ『名探偵コナン』のオープニングテーマに起用された[2][3][4]。テレビアニメ並びに『名探偵コナン』のタイアップを担当するのは「月夜の悪戯の魔法」以来2作ぶり通算4度目、オープニングテーマとしては「Everlasting Luv」以来7作ぶり通算2度目となった。また、「BUNNY LOVE/REAL LOVE 2010」以来3作ぶりにカップリング曲として既発曲のアコースティックバージョンが制作収録された。
- ジャケットの異なる初回限定盤Aと初回限定盤B、通常盤の3形態で発売された。特典として初回限定盤Aには表題曲のミュージッククリップとオフショット映像を収録したDVDが、初回限定盤Bにはメンバーがなぞなぞに挑戦するバラエティ番組『BREAKERZに解散の危機!?前代未聞のなぞなぞバトル勃発!!「Mr.Mysteryは誰だ?なぞなぞ王決定戦!」』を収録したDVDが[2][4]、通常盤にはランダムで全4種類からなるトレーディングカードが同梱された[3]。また、全形態購入者特典として下記の賞に応募できる企画『BREAKERZ "Mystery" 抽選会』が催された[5][6][7]。

| 賞                               | 人数                     | 内容 |
| -------------------------------- | ------------------------ | --- |
| ミステリー鬼ごっこ賞             | 抽選100名                | 東京都内で開催されるメンバーとの鬼ごっこに参加できる                                                                                            |
| ミステリーバレンタイン逆チョコ賞 | 抽選50名（1会場5組10名） | ファンクラブ会員限定ライブツアー『TEAM BREAKERZ VALENTINE LIVE 2012 "GO!GO!VALENTINE"』にてメンバーから逆チョコが進呈されるお渡し会に参加できる |
| ミステリーiPhoneケース賞         | 抽選50名                 | iPhone 4・iPhone 4S対応のオリジナルデザインケースがプレゼントされる                                                                             |
| ミステリーカクテルグラス賞       | 抽選50名                 | オリジナルデザインのカクテル・グラスがプレゼントされる                                                                                          |
| ミステリー着ボイス賞             | 同賞応募者全員           | メンバーからの着信ボイスがプレゼントされる |

- オリコン週間チャート初登場5位を獲得。12作連続でのトップ10入りと、「月夜の悪戯の魔法/CLIMBER×CLIMBER」以来2作ぶりのトップ5入りを果たした。

## 収録曲
| 全編曲: BREAKERZ。 |                                     |         |         |
| #                  | タイトル                            | 作詞    | 作曲    |
| 1.                 | 「Miss Mystery」                    | DAIGO   | DAIGO   |
| 2.                 | 「Mr. Yes Man」                     | DAIGO   | SHINPEI |
| 3.                 | 「世界は踊る ～Acoustic Version～」 | AKIHIDE | AKIHIDE |

### 解説
1. Miss Mystery
何度か『名探偵コナン』のタイアップを担当する際に数曲制作した上でプレゼンテーションに望んでおり、この楽曲はその過程で制作された1曲だという。着想はDAIGOが飛行機に乗っている時にコナンに合いそうなメロディを思い付き、SHINPEIのボイスレコーダーに録音したことに端を発しており、その後何度かディスカッションしながら『BREAKERZ LIVE TOUR 2011 "GO"』のツアー中にレコーディングされ完成した[8]。
タイトルや楽曲テーマに当初からミステリーがあったため、SHINPEIは「ミステリー感をギターで表現するようにあらゆるフレーズを取り入れ、同時にギターの合間にピアノやシンセサイザーの音の要素も盛り込んで、いろんな楽器が交差するような構成にした」と語っており、AKIHIDEもギターリフやギターソロは歌詞や曲の世界観に寄り添って作ったフレーズだとしている[8]。なお、歌詞には『名探偵コナン』の作品を意識し「謎」「真実」「アリバイ」「トリック」といったワードが散見されており、内容も謎めいた女性への恋心が描かれている[2][3]。
2. Mr. Yes Man
ライブで盛り上がれて、オーディエンスとサビでコール&レスポンスが出来る楽曲をテーマに制作された。タイトルはこの楽曲がカップリングとして収録されることが決まった上で、表題曲がミスのためミスターとして命名された[8]。
歌詞はネガティブなイメージの強いイエスマンも、捉え方次第ではポジティブなイメージに変わるのではないかというDAIGOの思いを反映して書かれている[8]。
3. 世界は踊る ～Acoustic Version～
両A面からなる、2ndシングルの表題1曲目のアコースティックバージョン。前年の東日本大震災を受けて今作に制作収録された[8]。

## 参加ミュージシャン
BREAKERZ
- DAIGO：Vocal & Chorus
- AKIHIDE：Guitar & Chorus
- SHINPEI：Guitar & Chorus

Support Musician
- 土橋誠：Drums (#1)
- 徳永暁人：Electric Bass & Additional Synth Programming (#1)
- Michi：Additional Chorus (#1)

## タイアップ
- 読売テレビ放送制作・日本テレビ系列アニメ『名探偵コナン』シーズン17第1期オープニングテーマ (#1)

## 収録作品
- オーバーライト/脳内Survivor (#1 「名探偵コナン」TV size)
- BREAKERZ BEST 〜SINGLE COLLECTION〜 (#1)

## インストアライブ
今作を引っ提げてのインストアイベントが下記4都市4会場で開催された。